# Kasteel Heesbeen
Kasteel Heesbeen was een kasteel in Heesbeen en zetel van de heren van Heesbeen.
In Heesbeen hebben achtereenvolgens twee kastelen gestaan. Het eerste was van middeleeuwse oorsprong en is gebouwd na 1260. In 1598 werd het door de inwoners van Heusden afgebroken omdat het te dicht bij de stad lag, hetgeen bezwaarlijk was daar de Spaanse troepen onder aanvoering van Peter Ernst I van Mansfeld Heusden wilden belegeren.
Nadien werd er een kleinere edelmanswoning gebouwd. Dit was weliswaar omgeven door een dubbele gracht, maar het is omstreeks 1880 verdwenen. De gracht werd gedempt en later heeft een ruilverkaveling alle terreinkenmerken weggevaagd.
De situatie van het kasteel omstreeks 1710 werd getekend door Hendrik Pola.

## Bezitsgeschiedenis
- Het kasteel werd gesticht door Jan van Heusden de Jonge, zoon van Jan VI van Heusden en Catharina van Loon.
- In 1383 was Arent van Heesbeen in het bezit van de heerlijkheid en het kasteel.
- Geertruid van Heesbeen, dochter van Arent, werd in 1392 met de heerlijkheid beleend. Zij trouwde met Hugeman van Strijen, heer van Zevenbergen.
- Zo kwam het in bezit van het geslacht Van Strijen.
- Omstreeks 1492 stierf Aernt van Strijen
- Maria van Strijen, dochter van Aernt, verwierf het goed. Zij was gehuwd met Cornelis van Bergen, heer van Grevenbroek.
- Hun zoon, Cornelis van Bergen jr. (mogelijk de uitgetreden bisschop, droeg de heerlijkheid in 1555 over aan Willem Torck.
- In 1620 kwam het goed in handen van Willem van Renesse, heer van Mal.
- In 1880 verkocht gravin Mathilda Wolff-Metternich, echtgenote van graaf Bela Pongracz, het goed.